# Biserica romano-catolică din Leghia

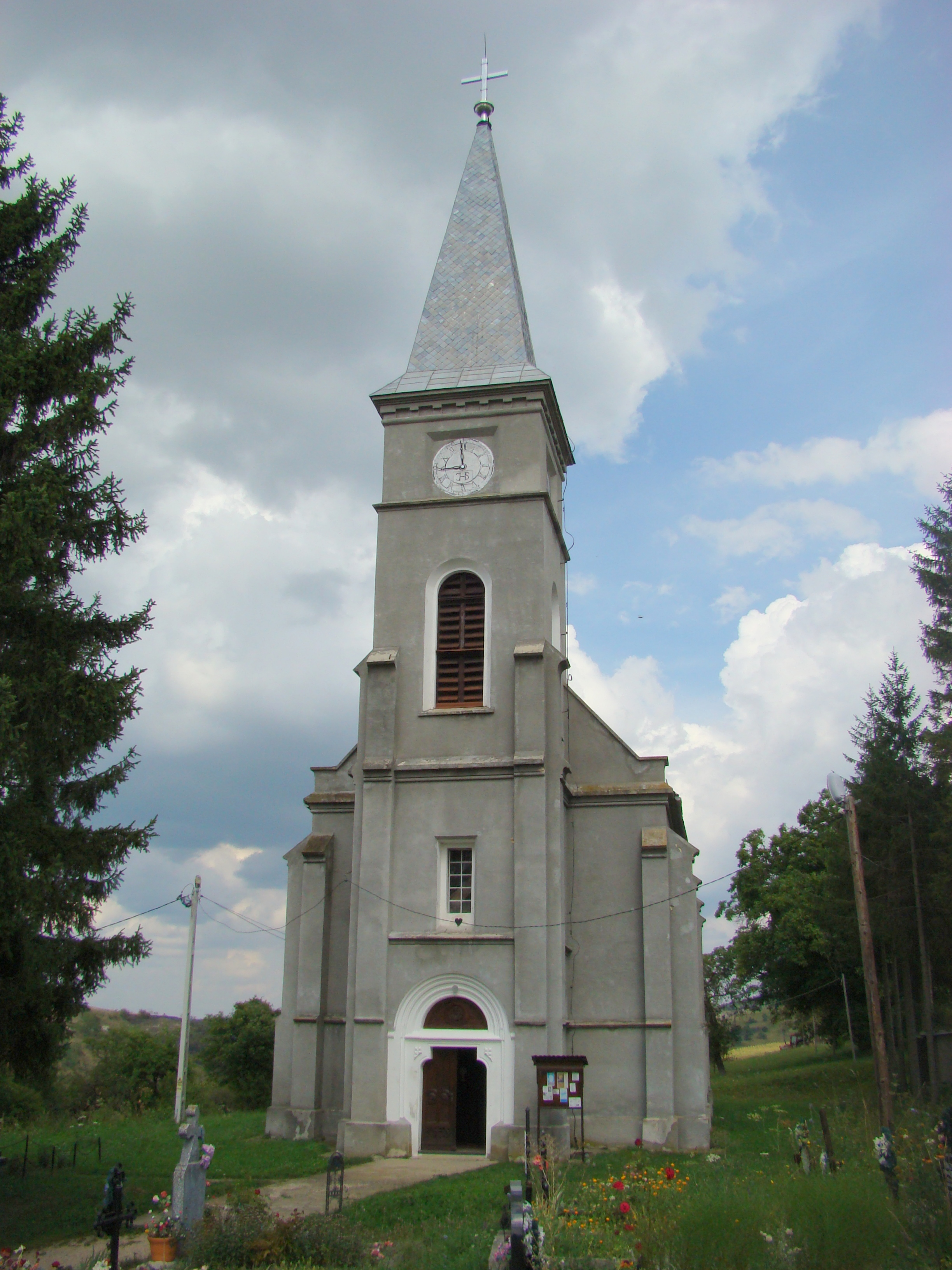
Biserica romano-catolică din Leghia, comuna Aghireșu, județul Cluj, foto: august 2014

Biserica romano-catolică din Leghia, comuna Aghireșu, județul Cluj, datează de la sfârșitul secolului al XV-lea. Este un monument reprezentativ pentru bisericile catolice transilvănene.

## Localitatea
Leghia (în maghiară Jegenye, în germană Tannendorf) este un sat din comuna Aghireșu din județul Cluj, Transilvania, România. A fost menționat pentru prima dată în anul 1263. În Evul Mediu satul a aparținut parohiei din Cluj-Mănăștur, apoi colegiului iezuit din Cluj. Marea majoritate a locuitorilor a rămas, până azi, la confesiunea romano-catolică.

## Biserica
- Biserica datează din anul 1481 și poartă hramul Sfântului Mihai. Clopotul bisericii a fost turnat la Sibiu în anul 1552, fiind o capodoperă a tehnicii săsești de fabricare a clopotelor.

## Imagini din exterior

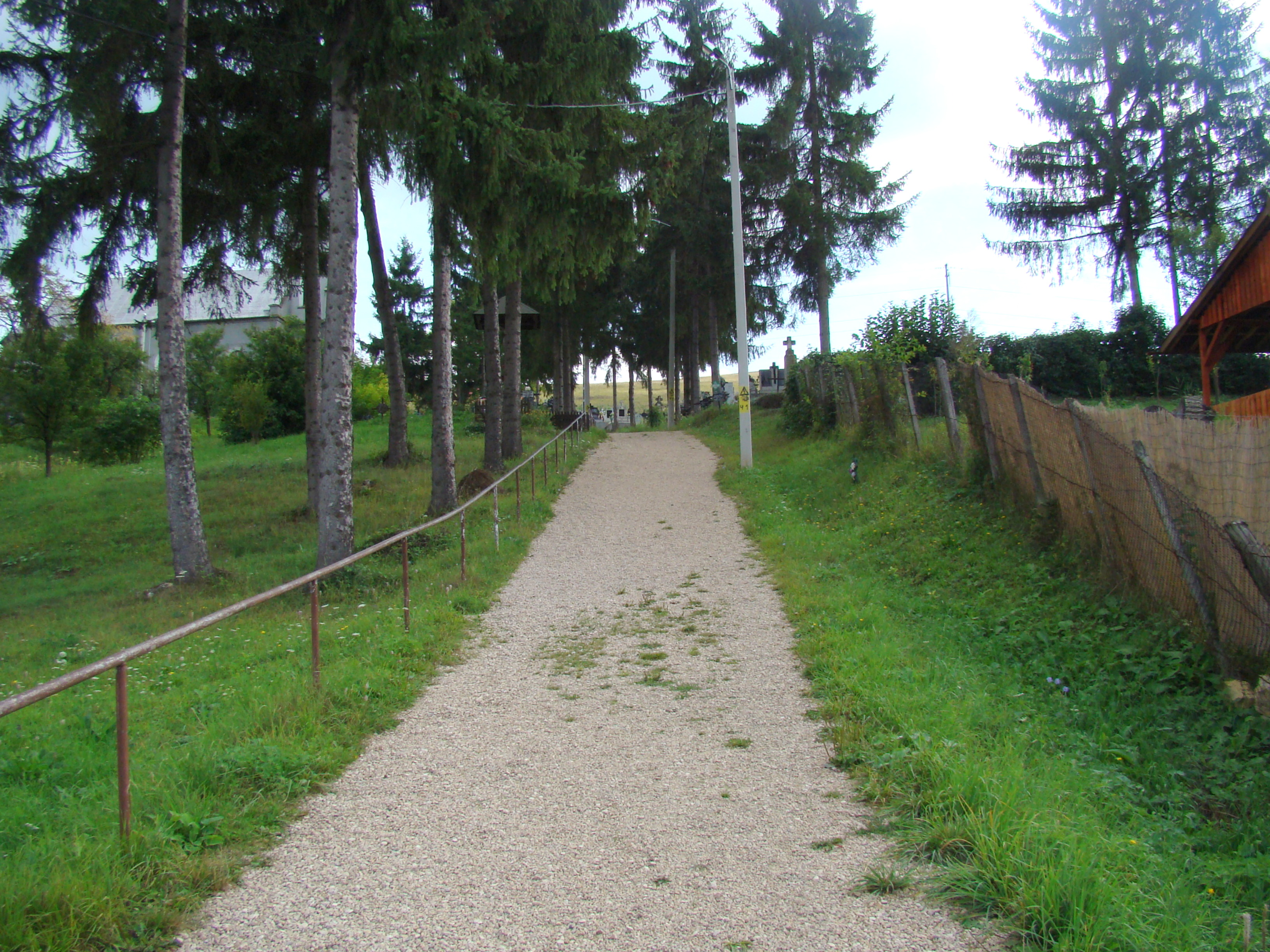
Drumul către Biserica romano-catolică din Leghia
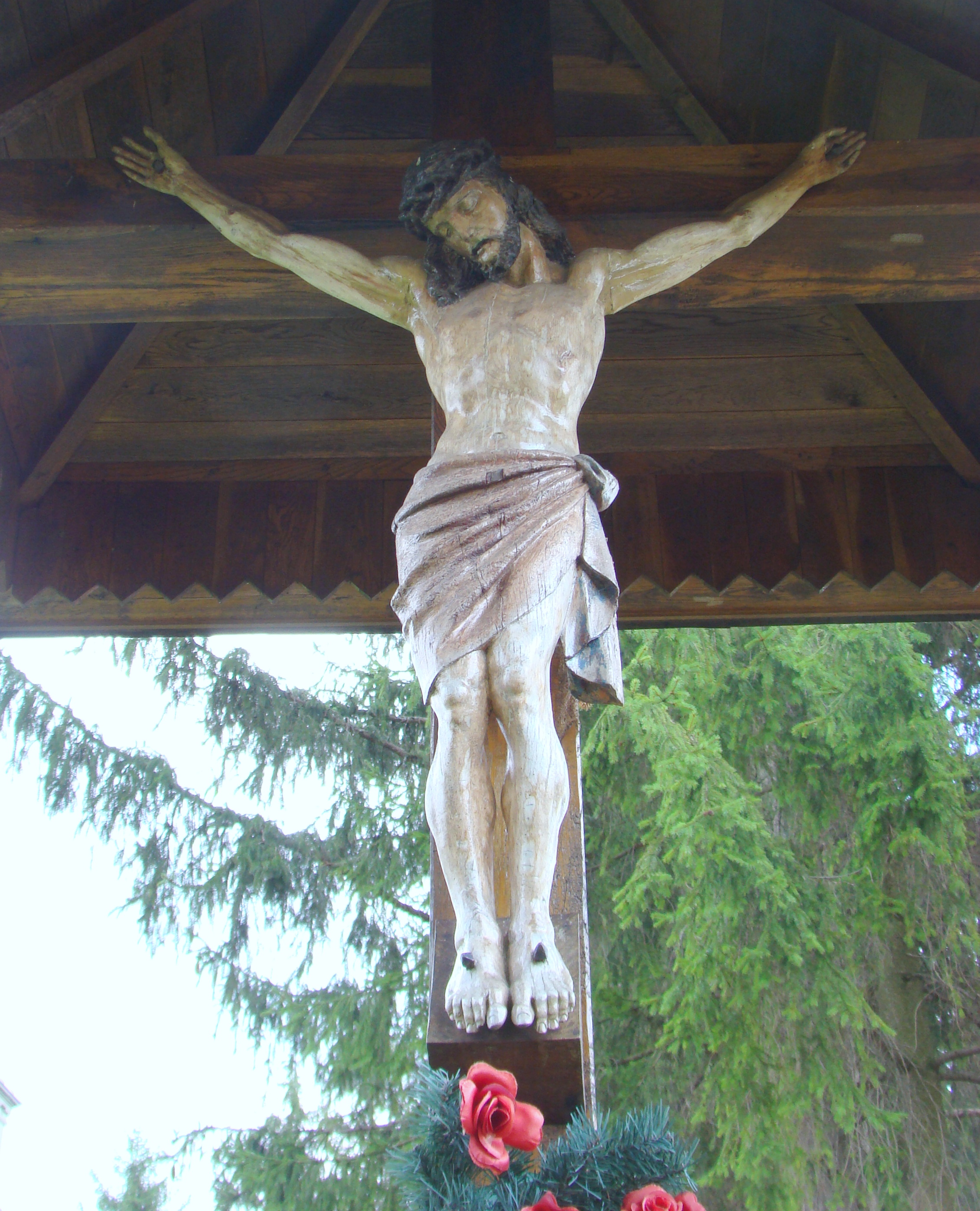
Detaliu al troiței
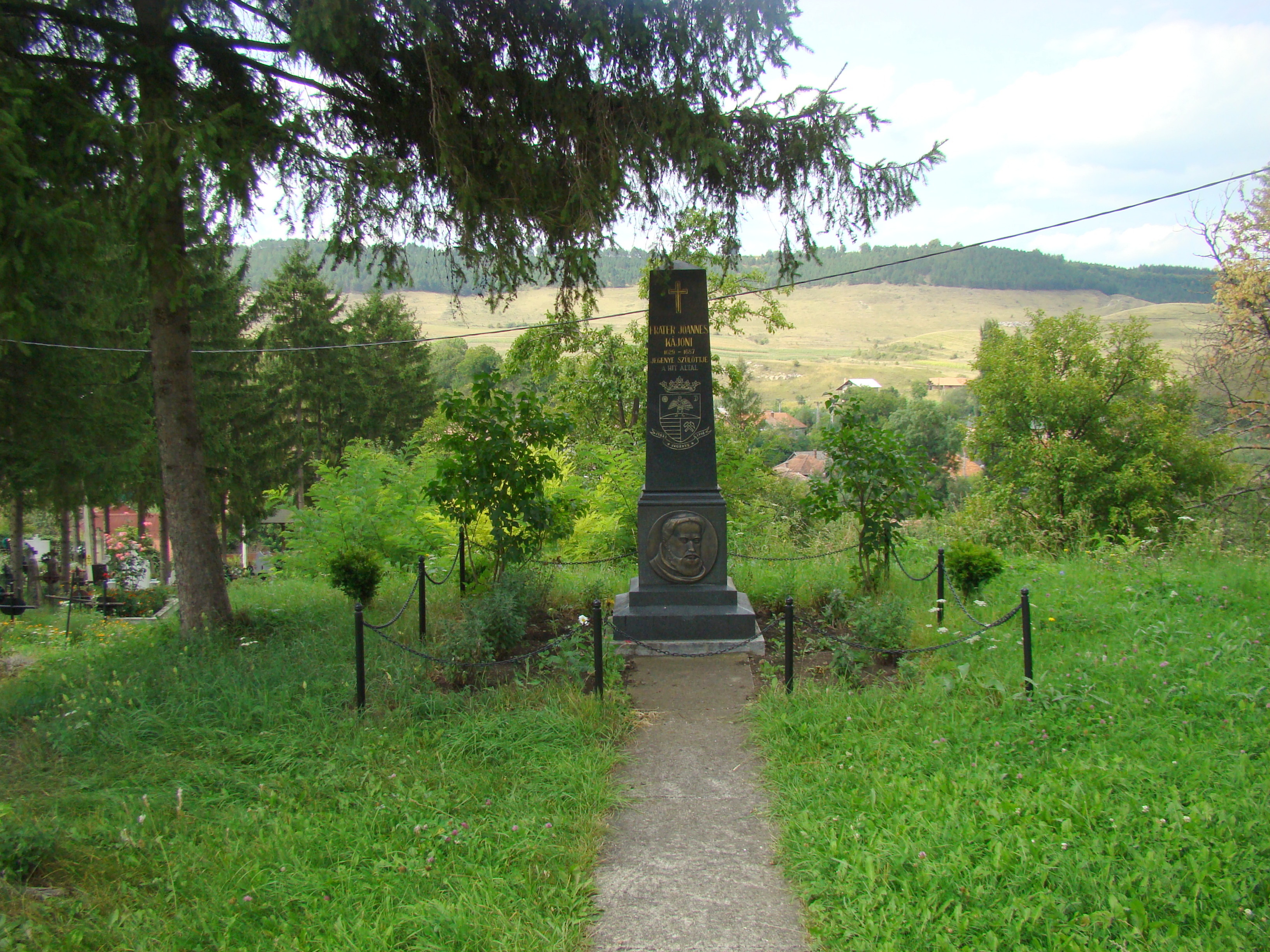
Monument ridicat în amintirea lui Ioan Căianu
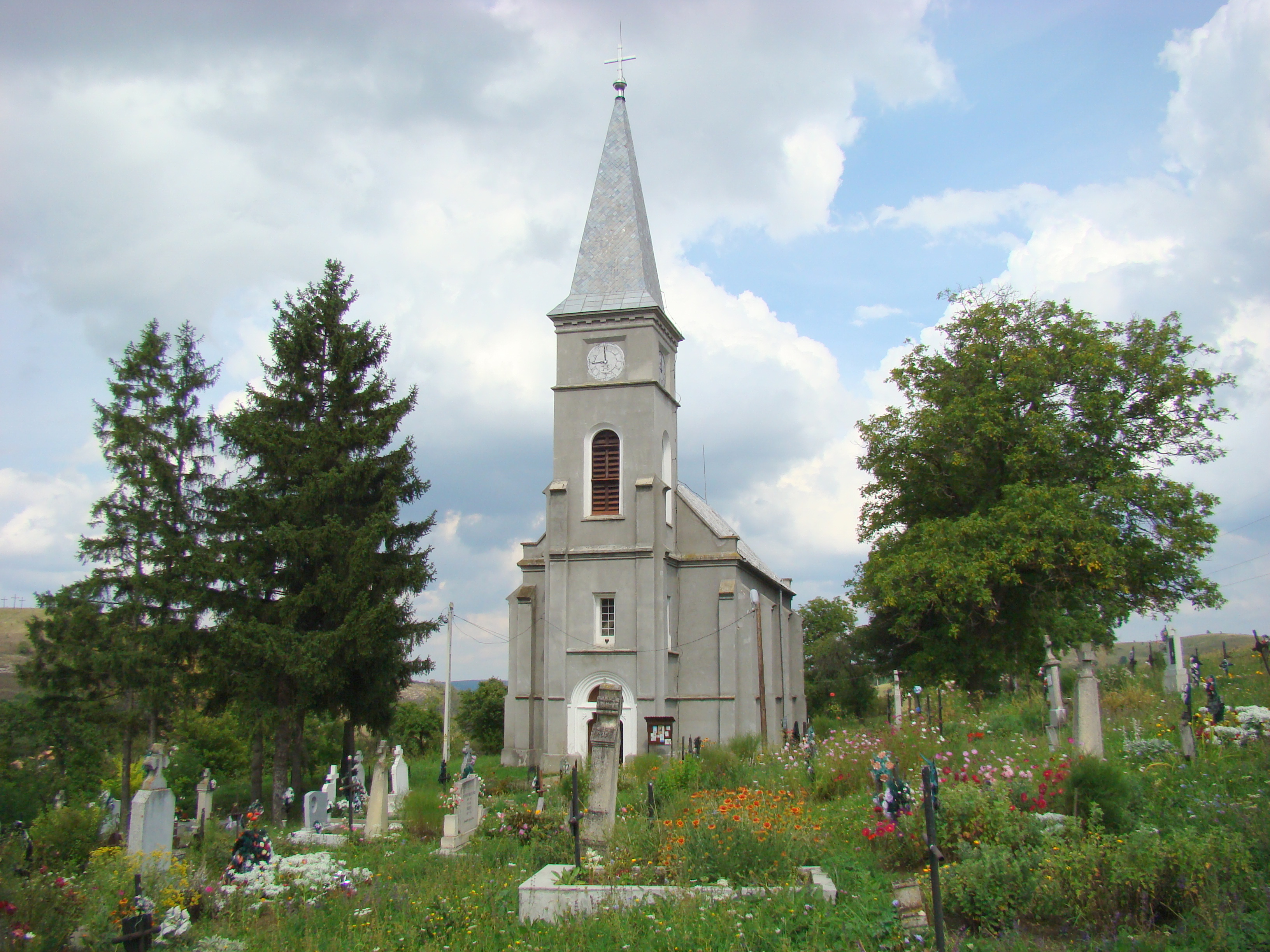
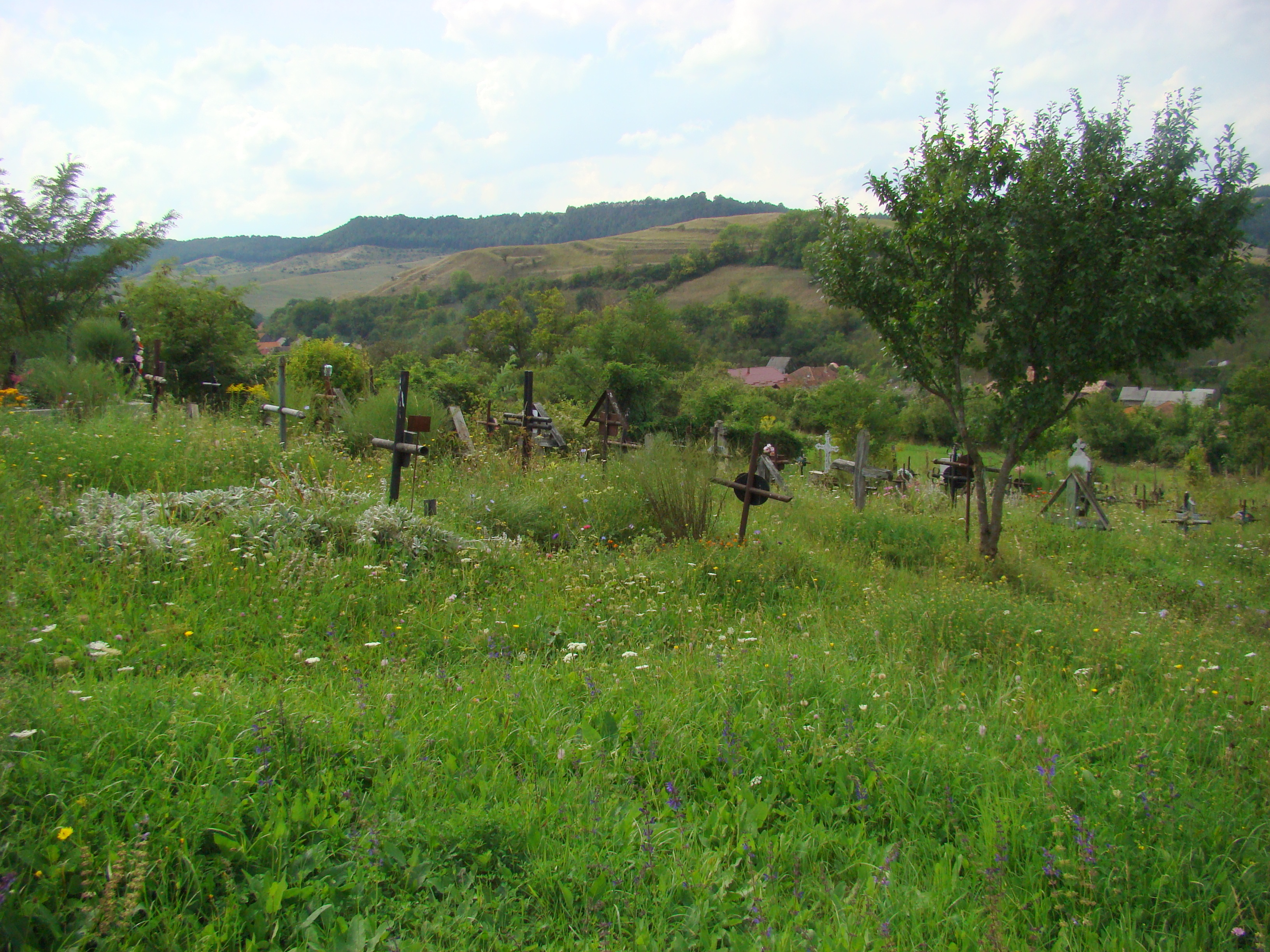
Cimitirul bisericii catolice din Leghia
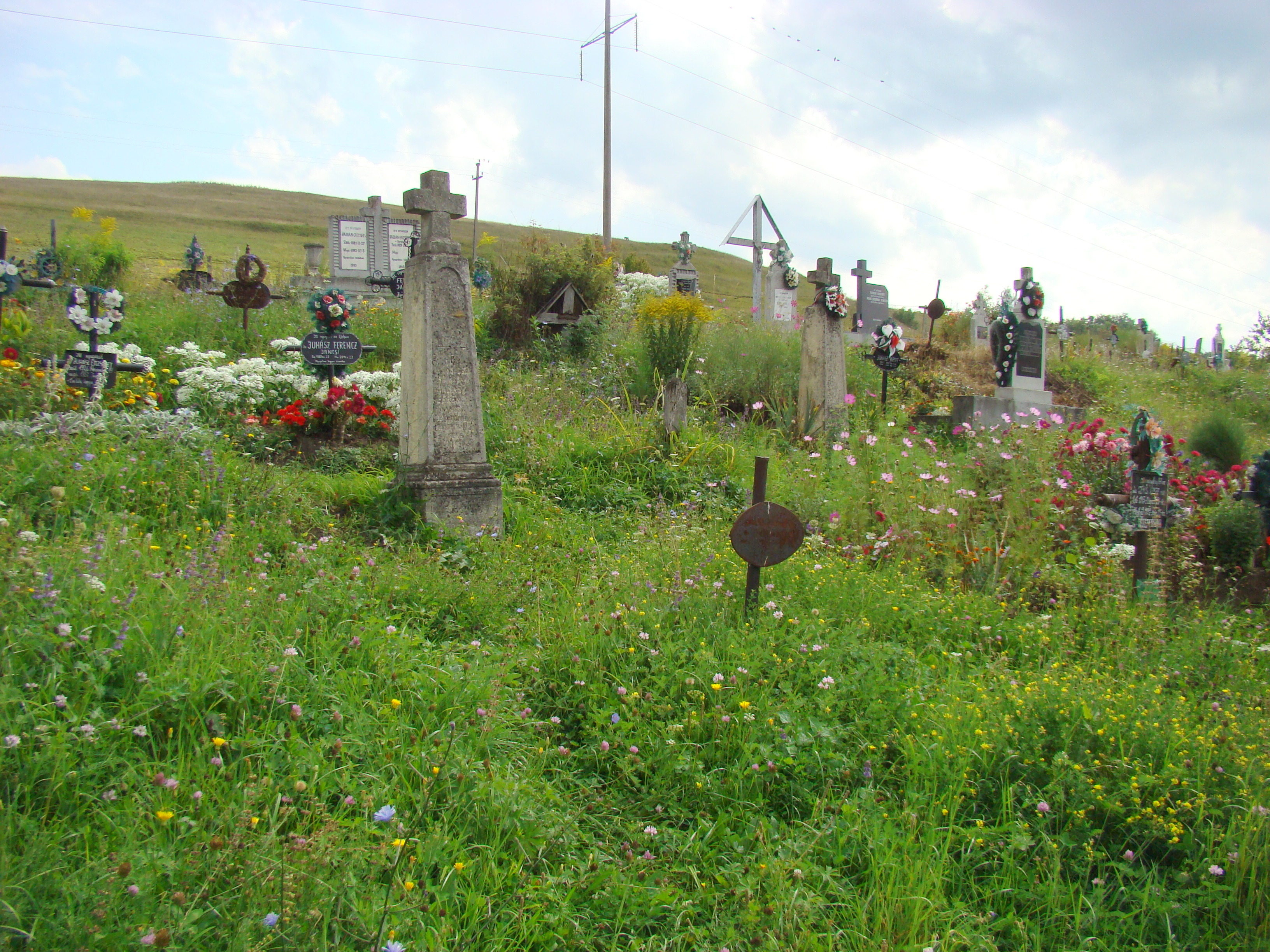
Cimitirul bisericii catolice din Leghia
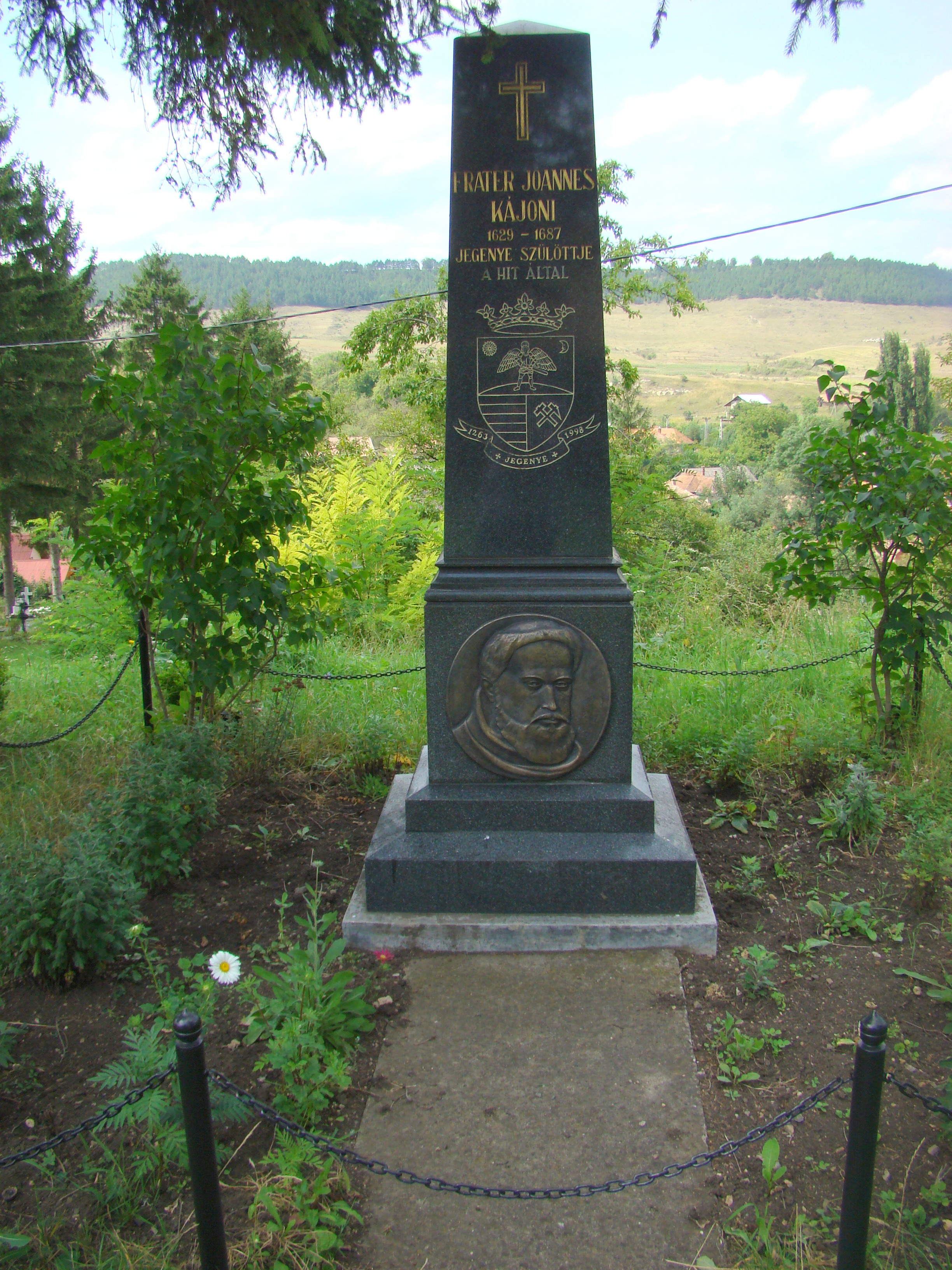
Monument ridicat în amintirea lui Ioan Căianu
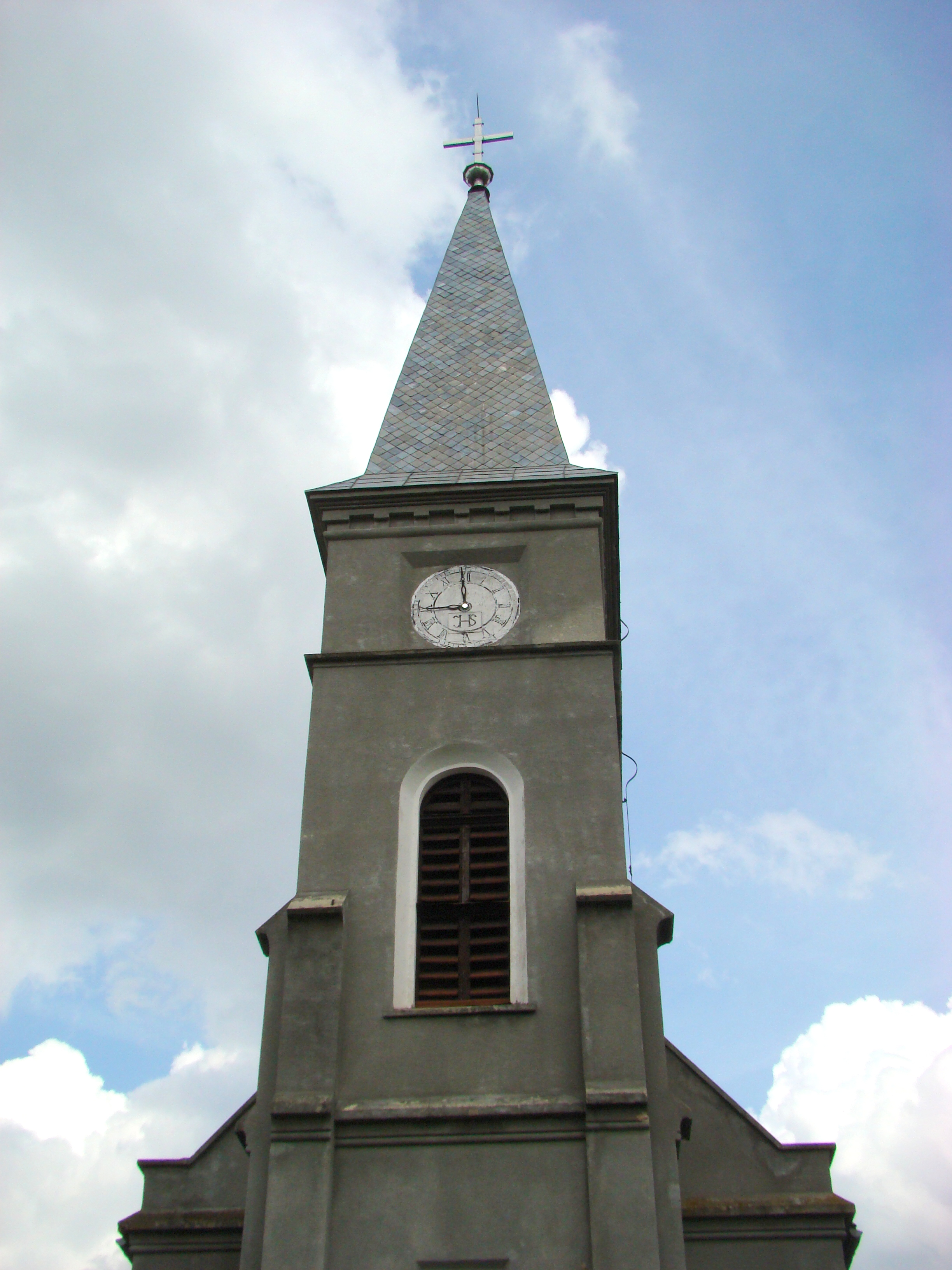
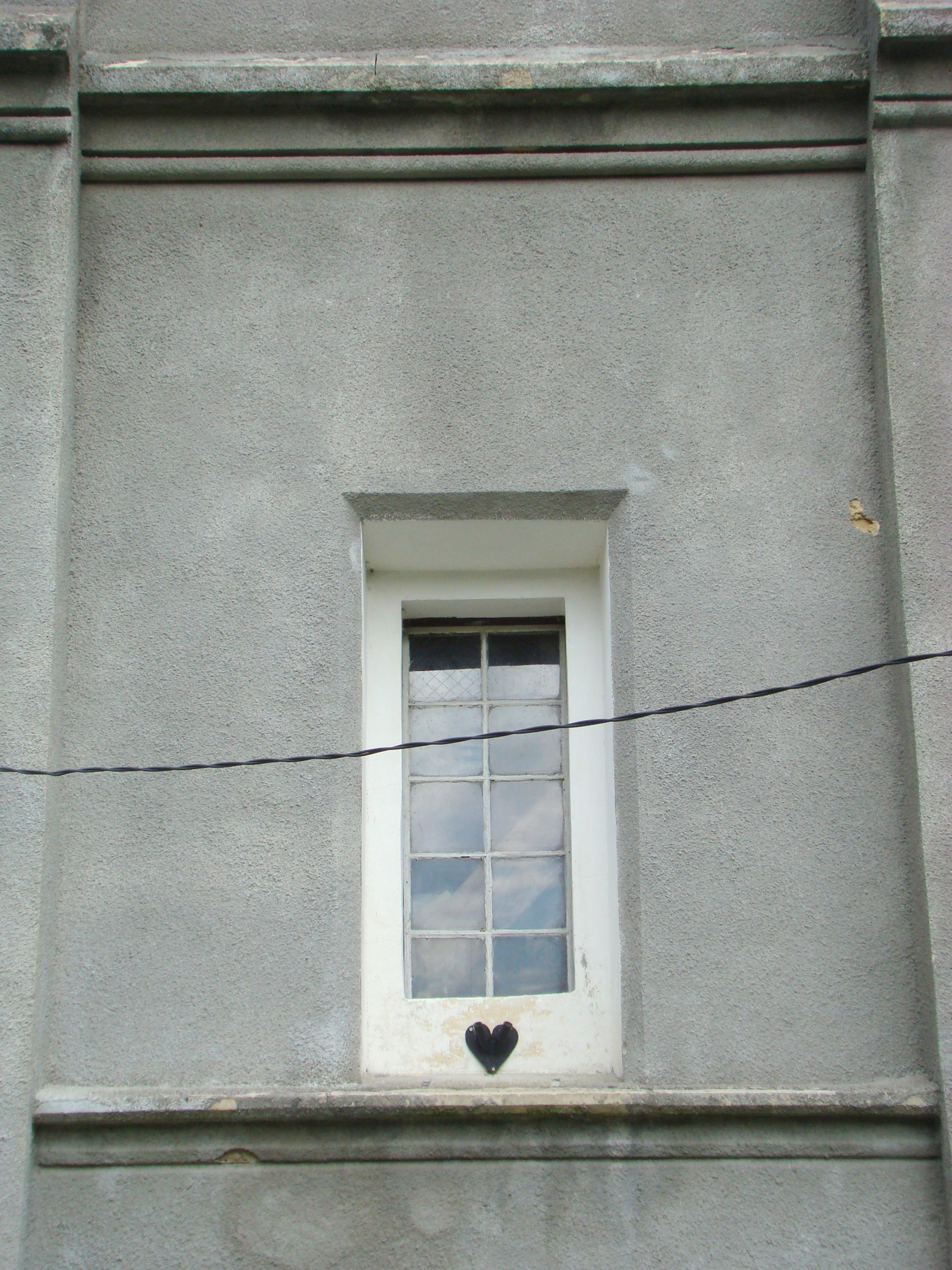
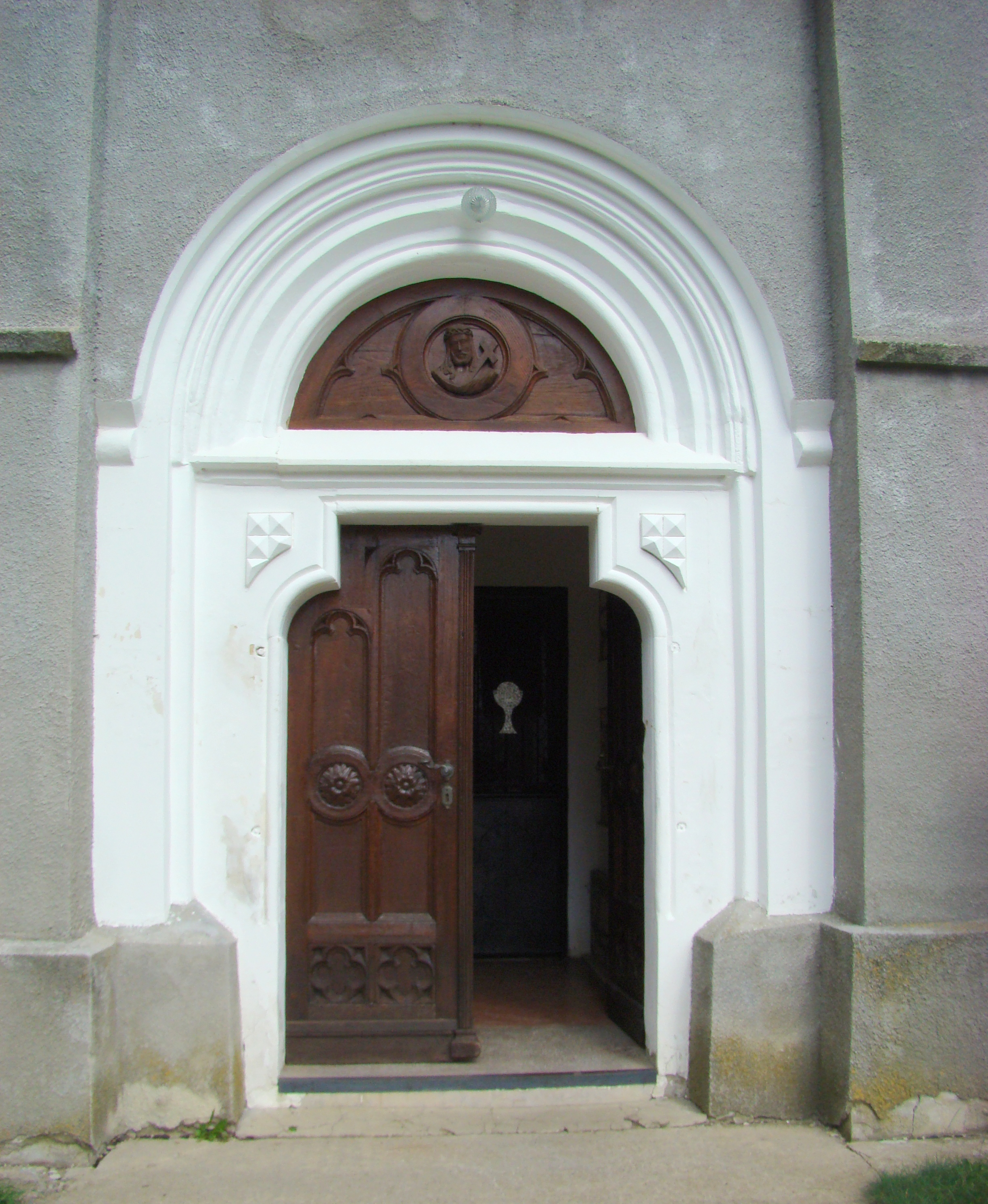
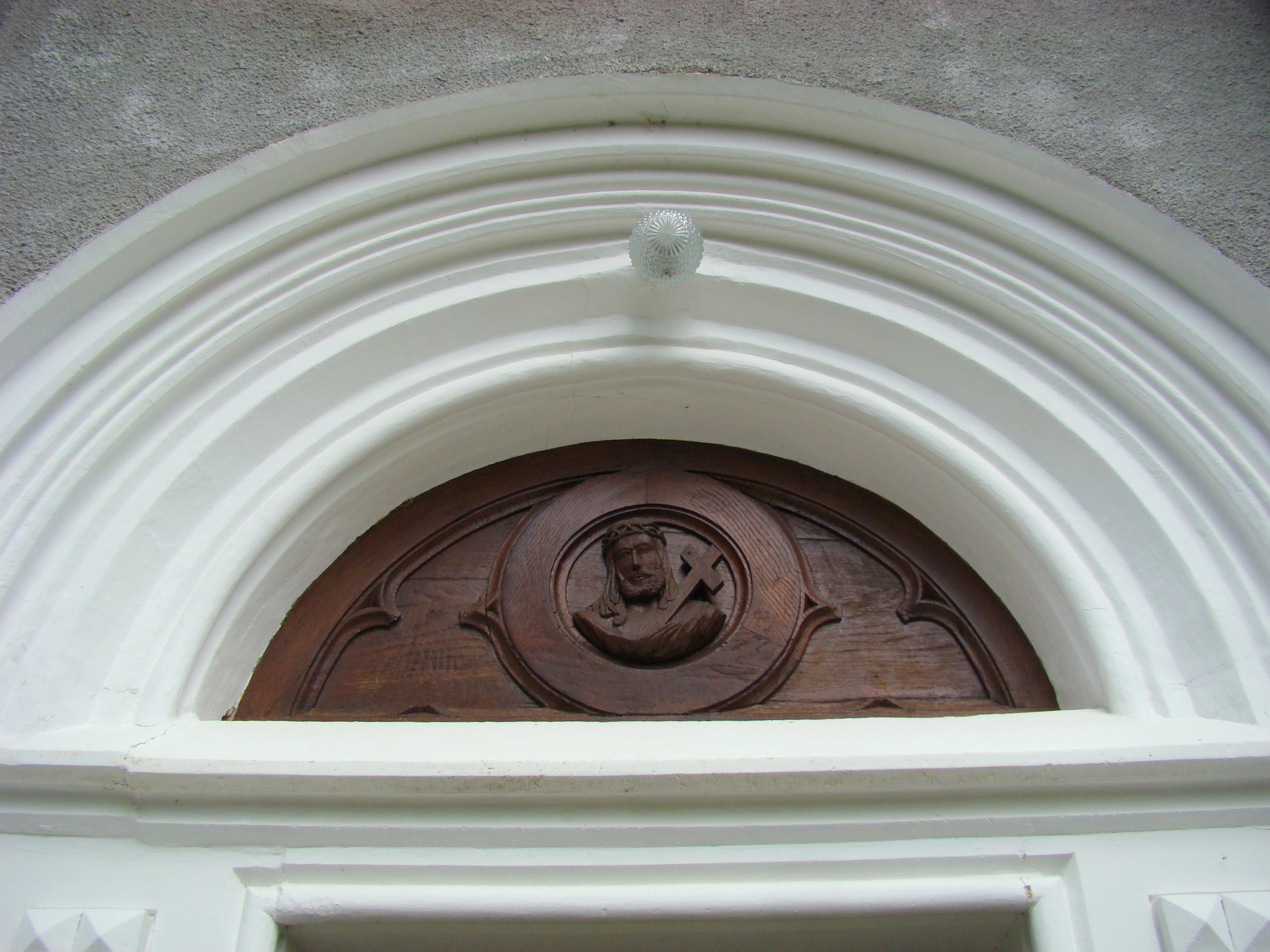
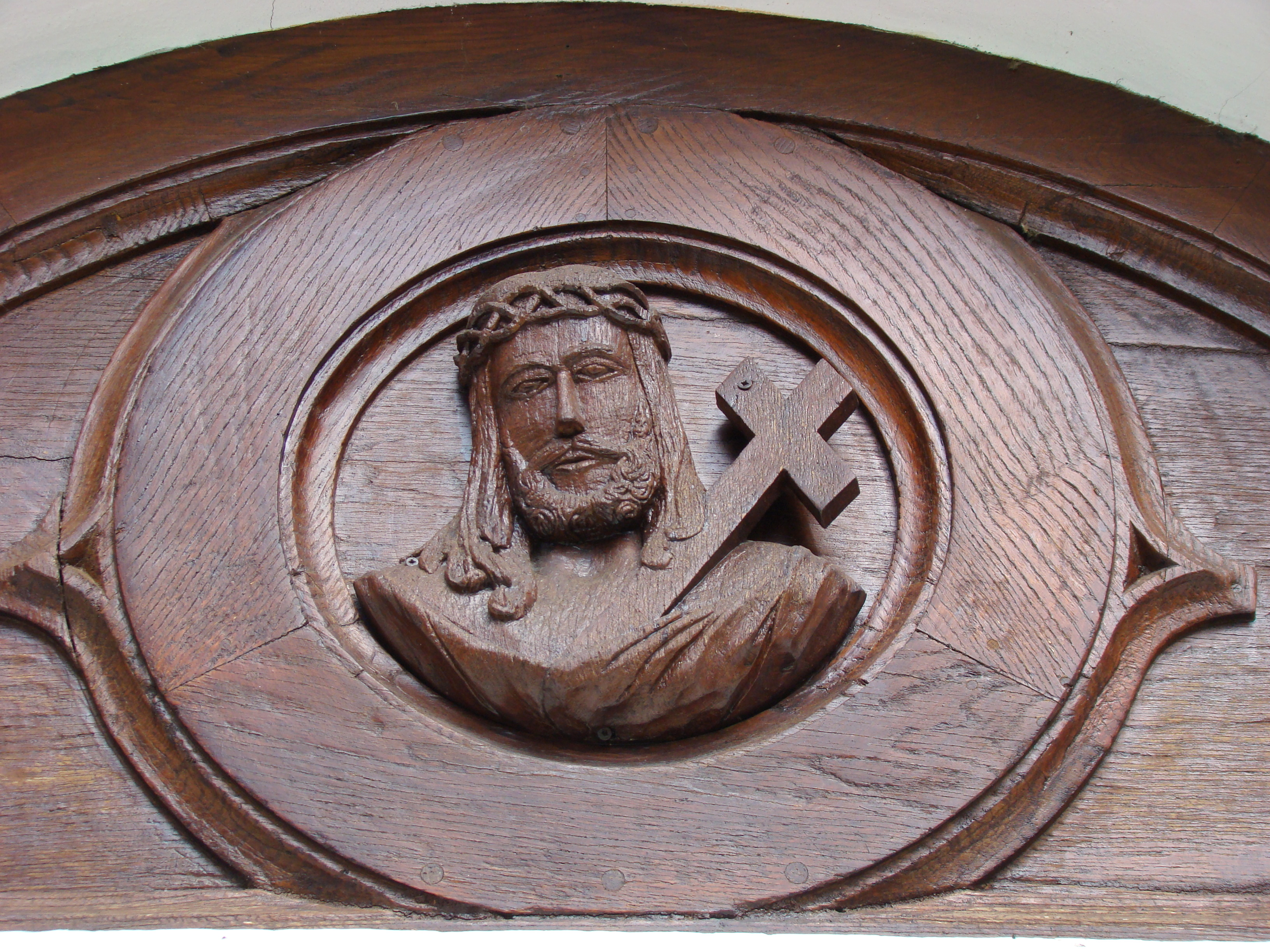
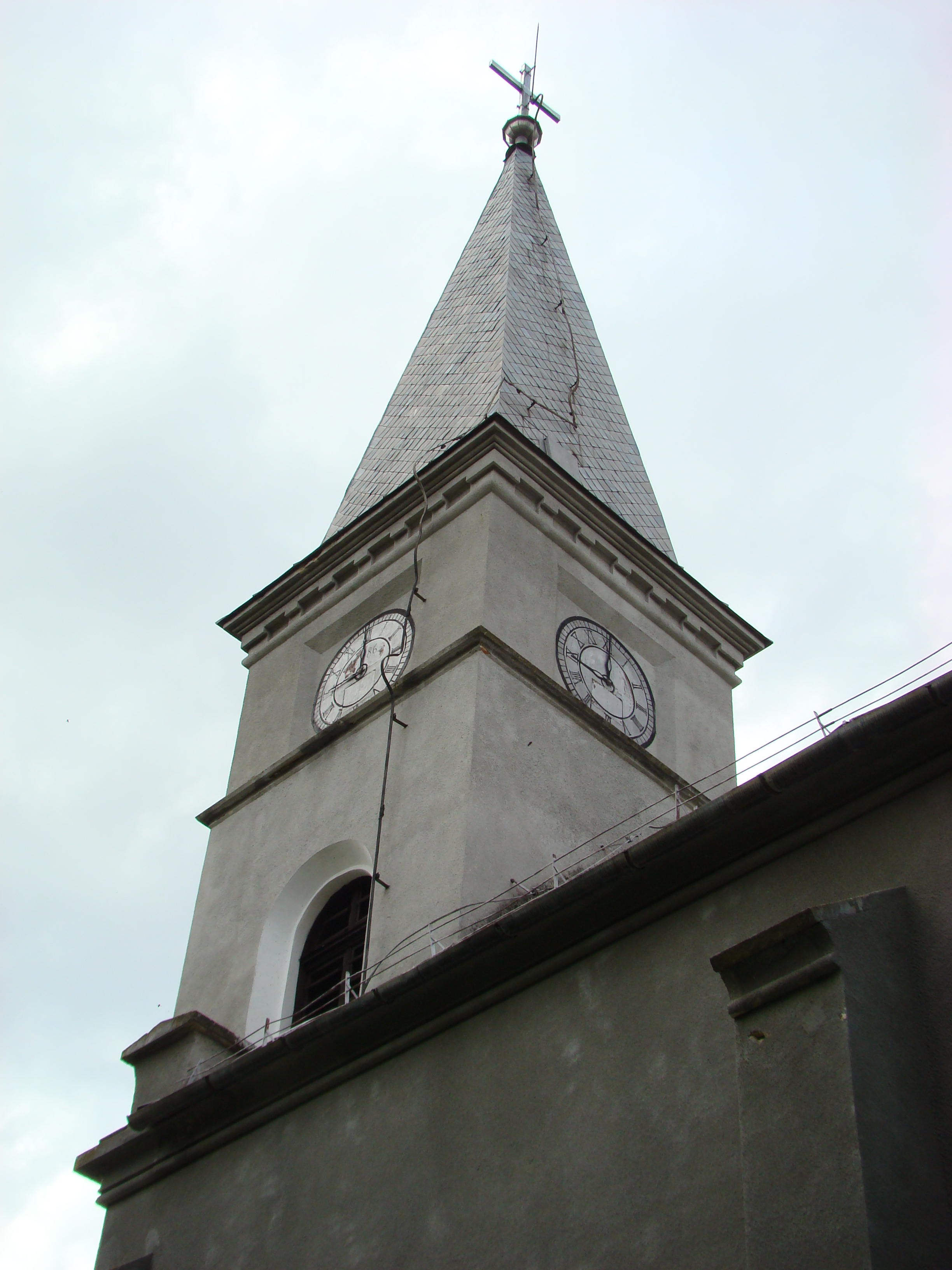
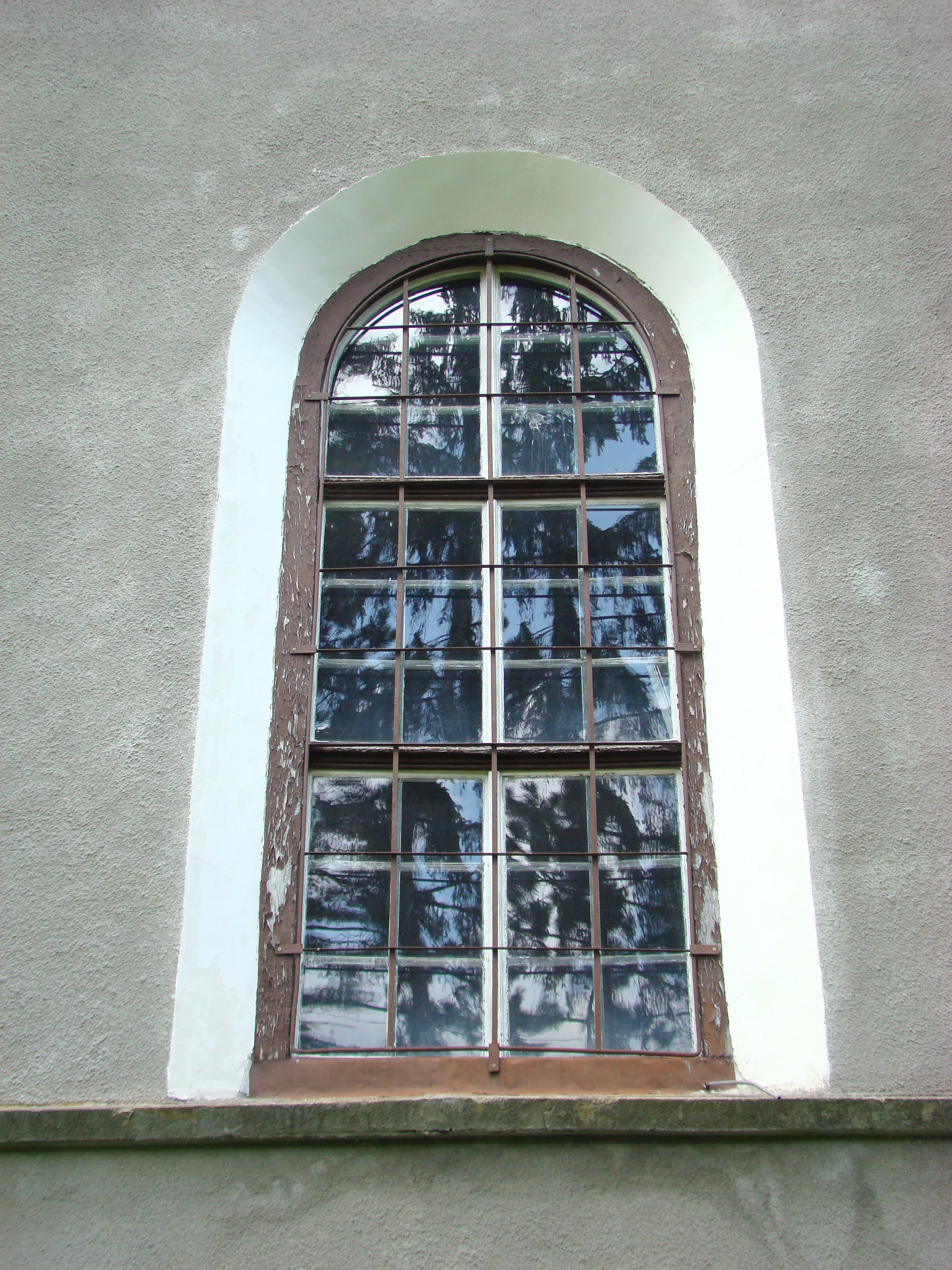
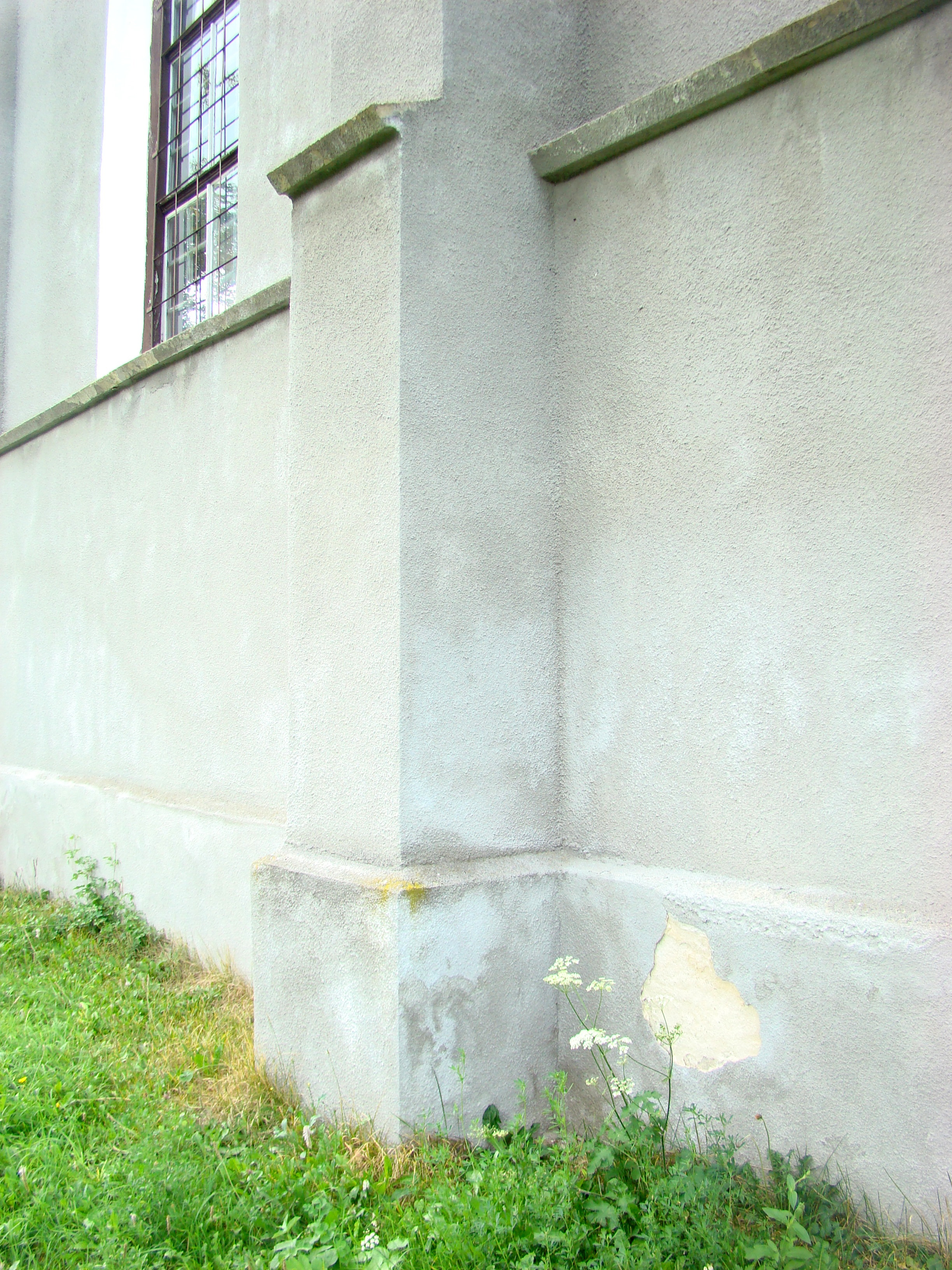
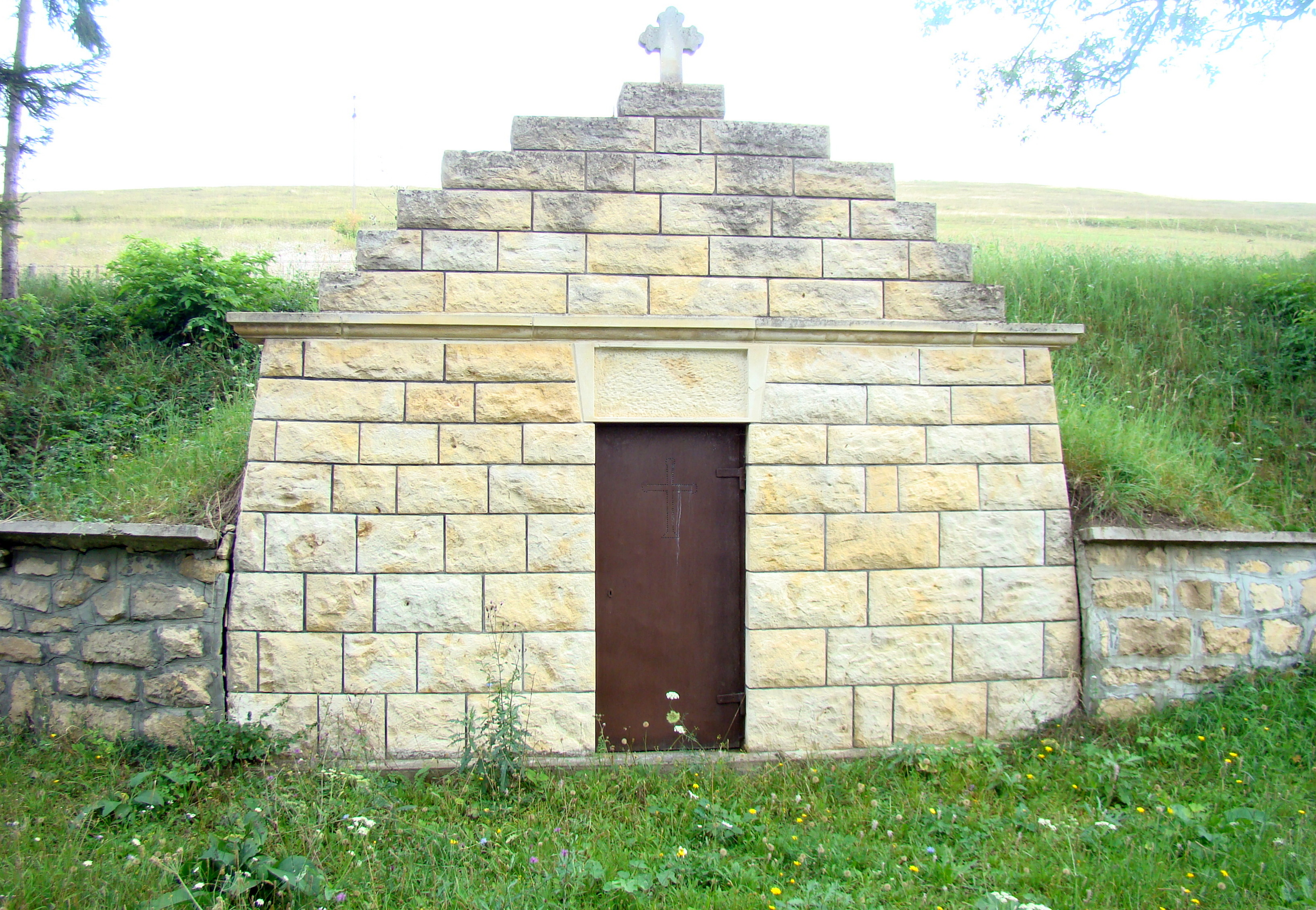
Casa mortuară
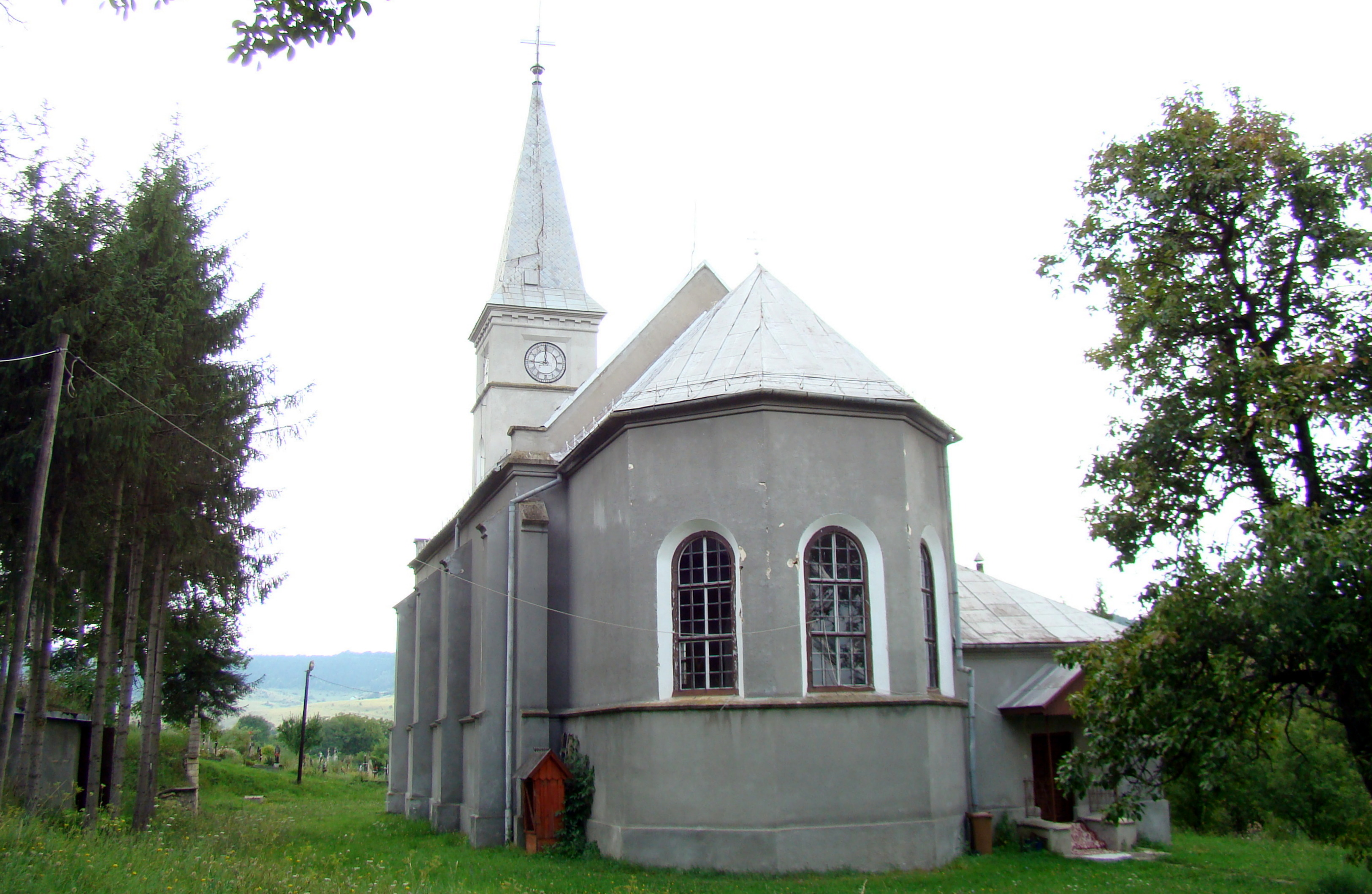
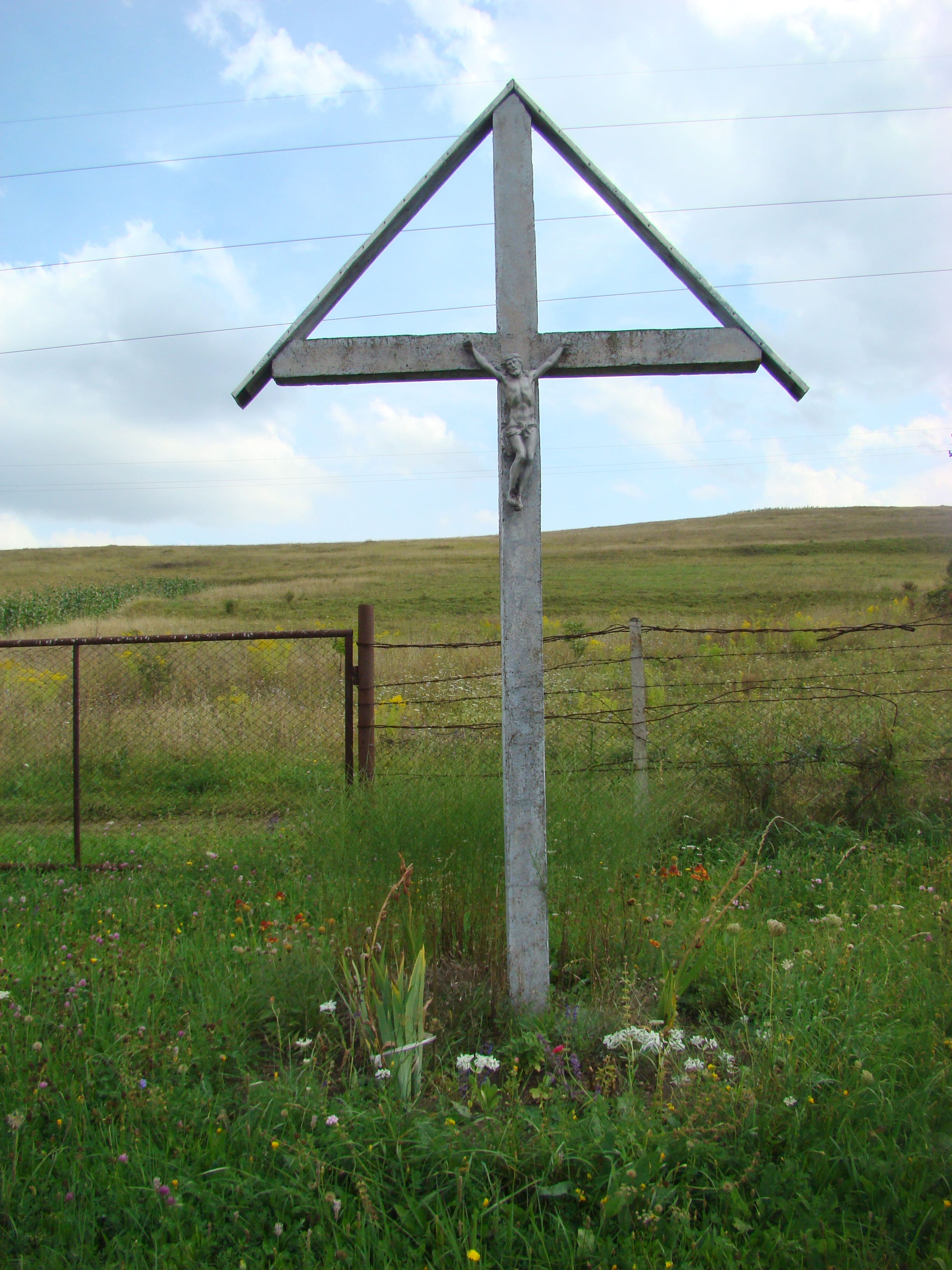
Altă troiță
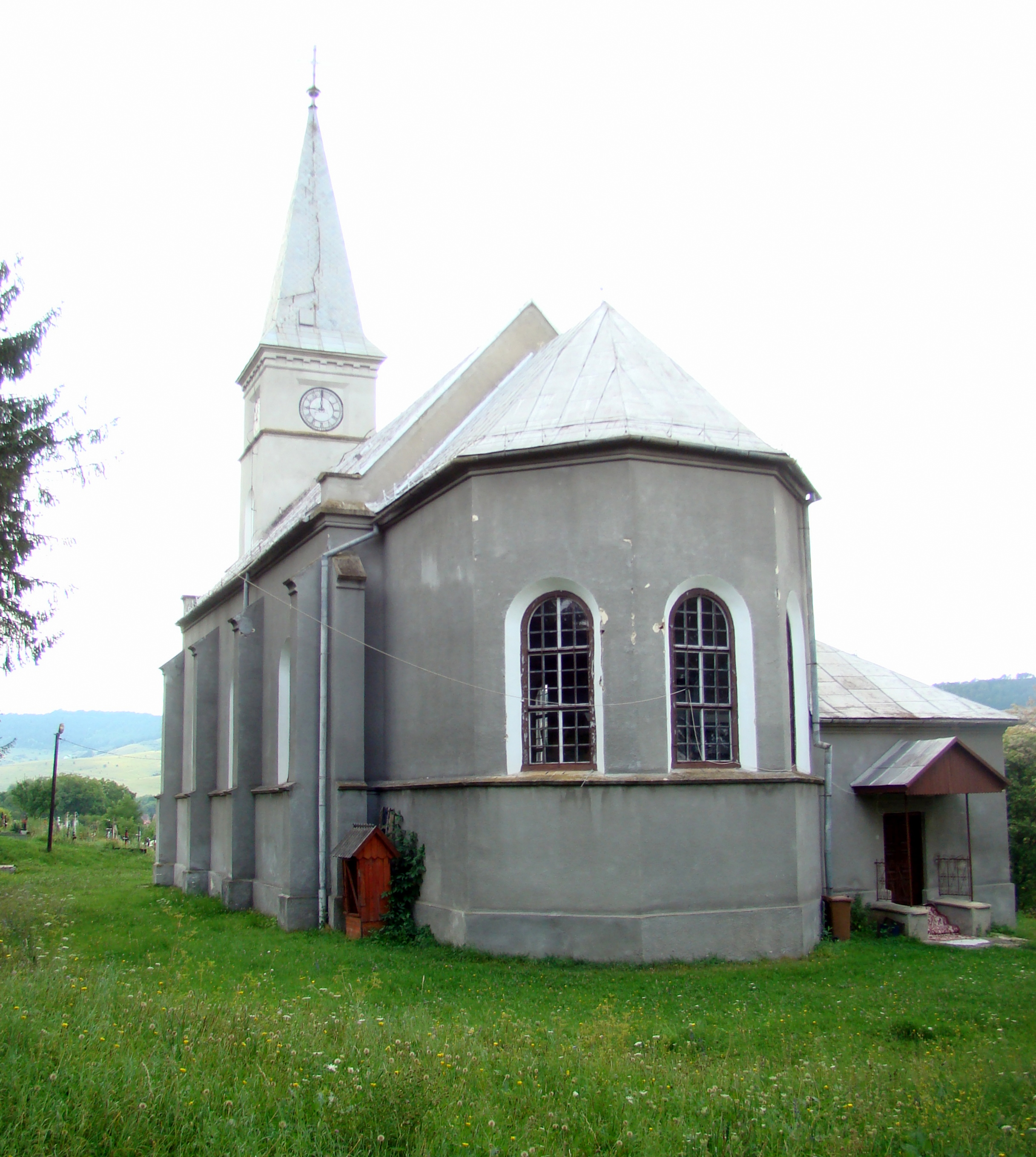
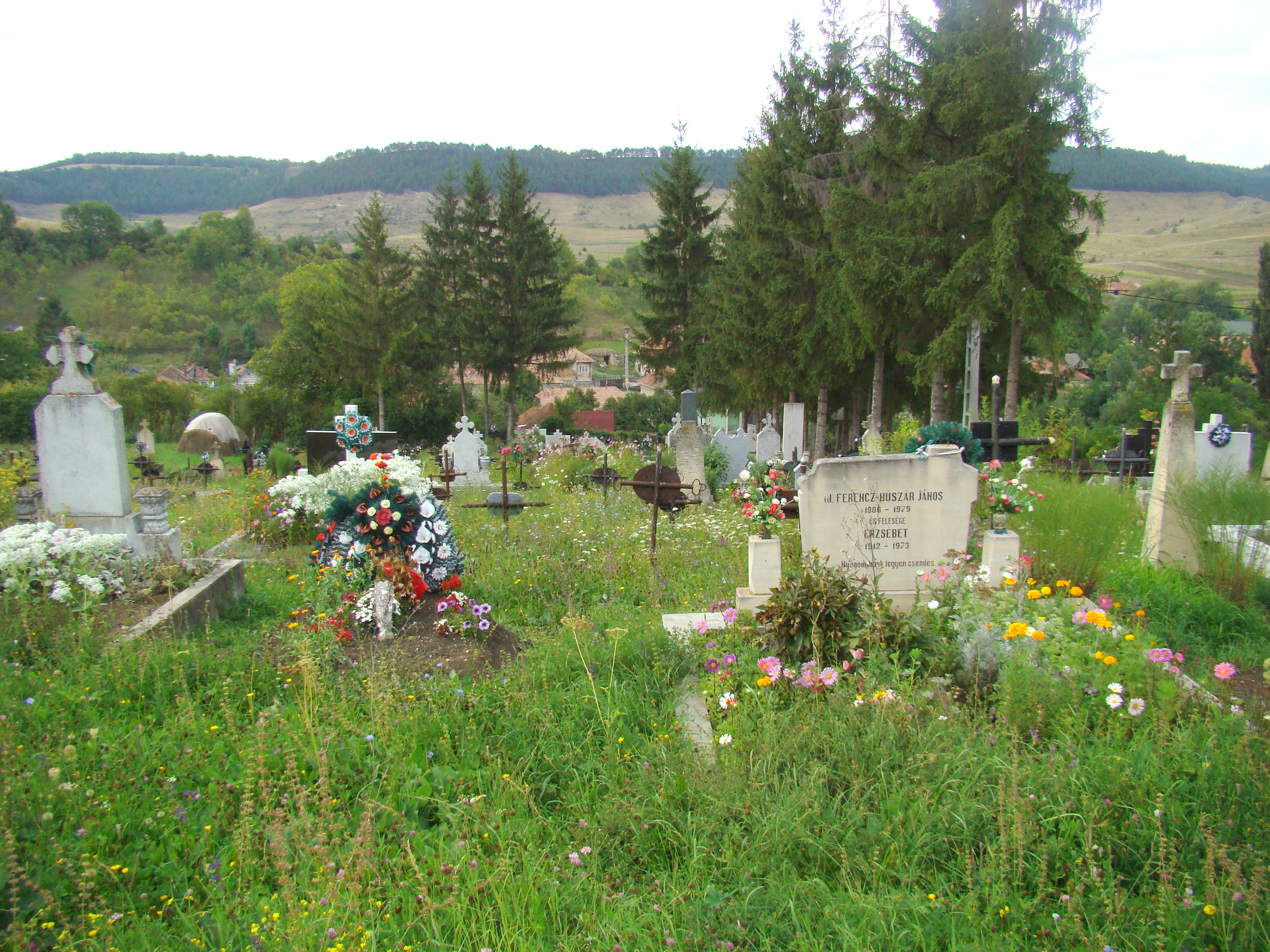
Cimitirul bisericii catolice din Leghia
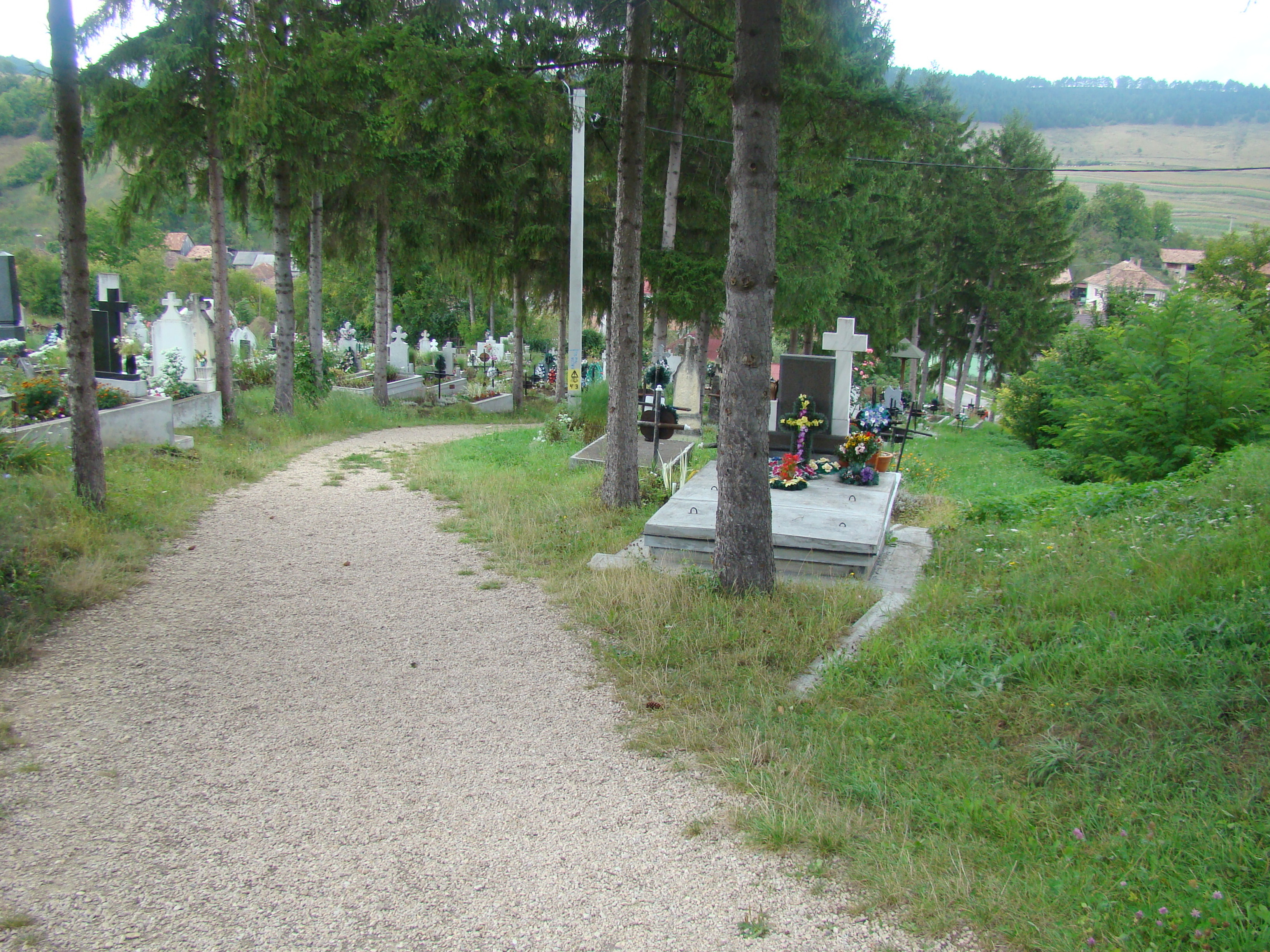
Drumul prin cimitir către Biserica catolică din Leghia
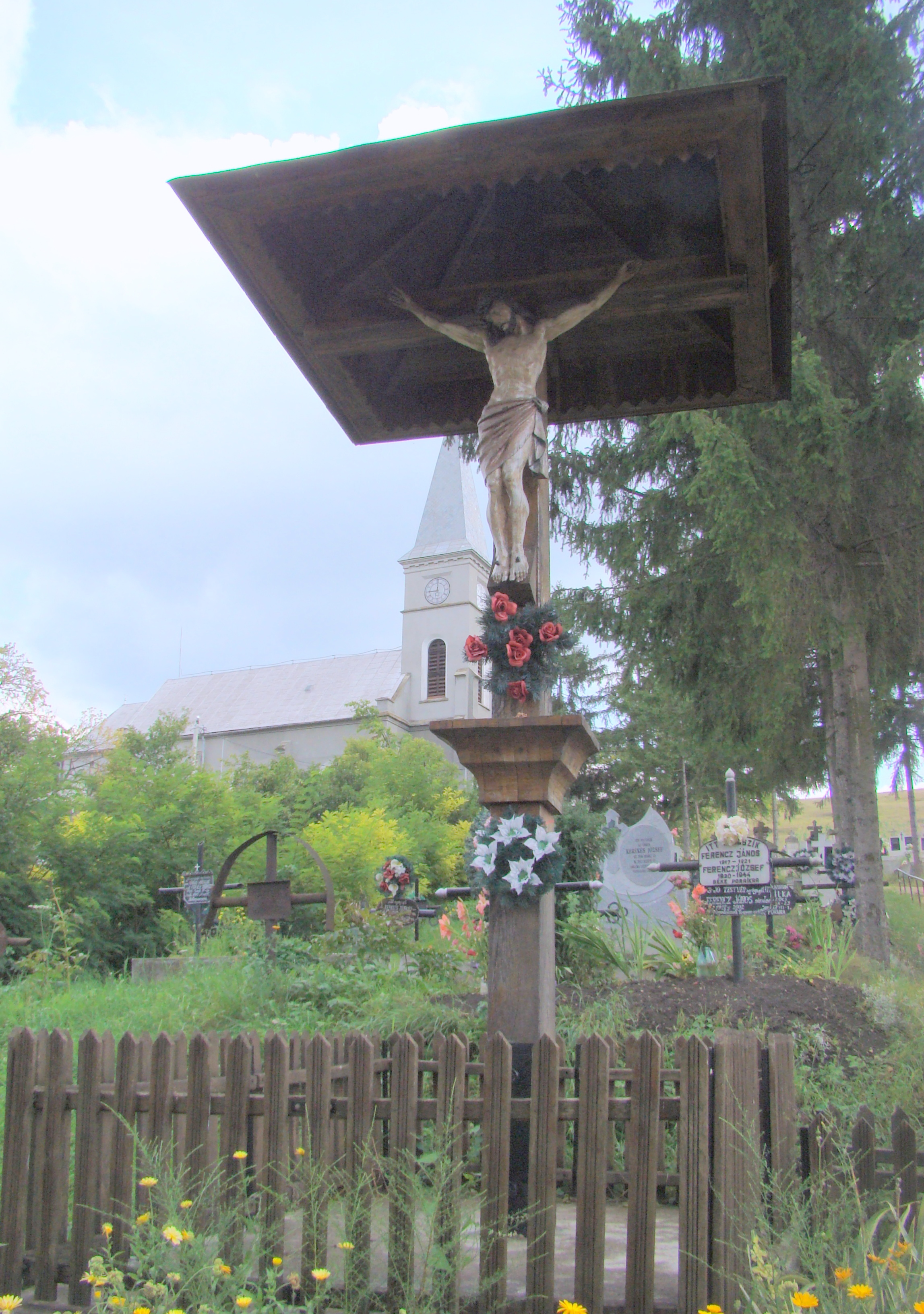
Troiță
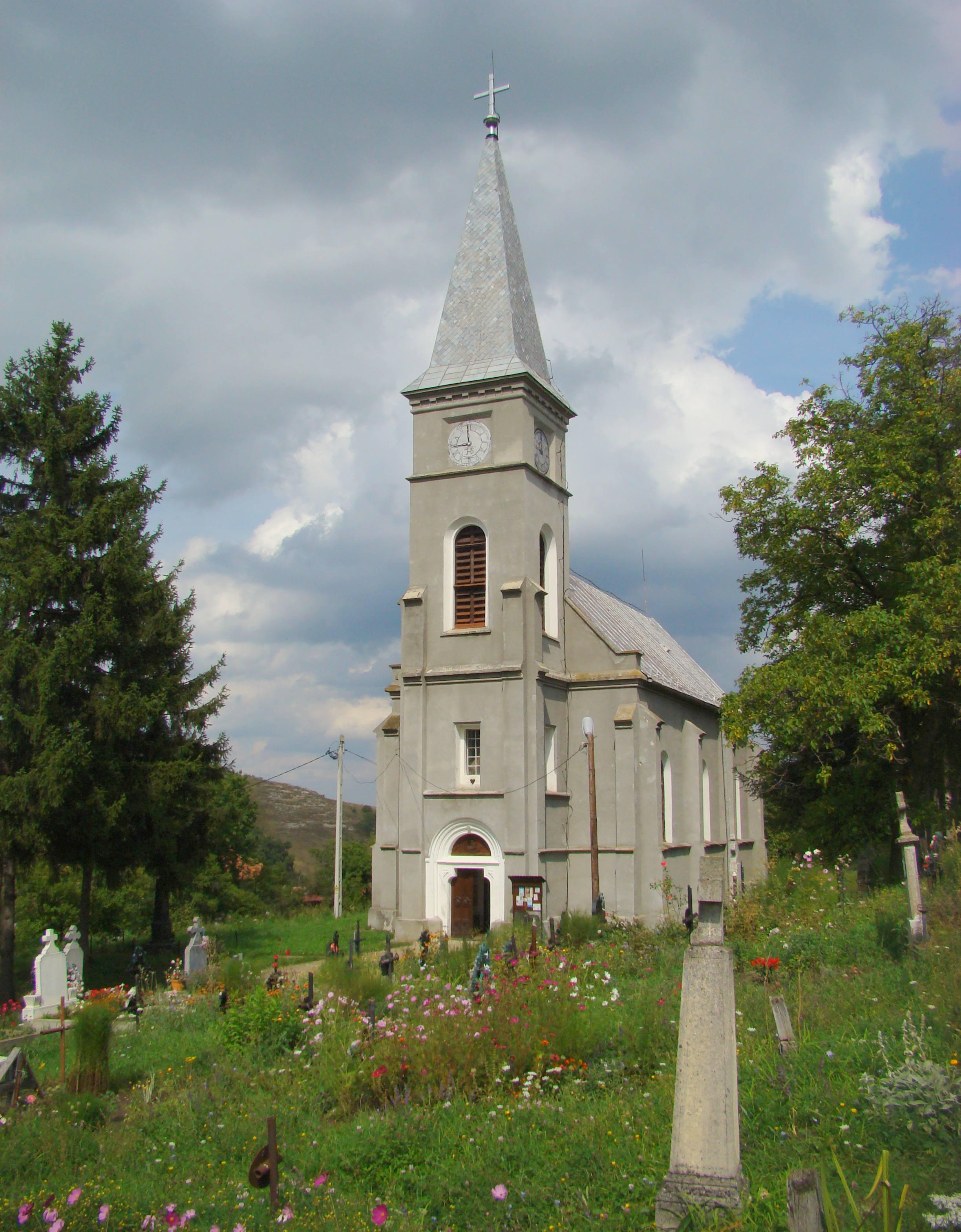